# منشأة جريس
منشأة جريس إحدى قرى مركز أشمون التابع لمحافظة المنوفية بجمهورية مصر العربية.

## السكان
بلغ عدد سكان منشأة جريس 4,736 نسمة، حسب الإحصاء الرسمي لعام 2006.